# Ternant (Nièvre)
Ternant település Franciaországban, Nièvre megyében. Lakosainak száma 167 fő (2022. január 1.). Ternant Savigny-Poil-Fol, Cressy-sur-Somme, La Nocle-Maulaix, Saint-Seine és Tazilly községekkel határos.

## Népesség
A település népessége az elmúlt években az alábbi módon változott:
| Lakosok száma | 220  | 203  | 194  | 192  | 191  | 189  | 182  | 174  | 167  |
|               | 2013 | 2015 | 2016 | 2017 | 2018 | 2019 | 2020 | 2021 | 2022 |